# Relaciones Costa Rica-Perú
Las relaciones Costa Rica-Perú se refieren a las relaciones internacionales que existen entre Costa Rica y Perú.
Históricamente, ambos países formaban parte del Imperio español hasta principios del siglo XIX. Hoy en día, ambos países son miembros de pleno derecho del Grupo de Río, de la Unión Latina, de la Asociación de Academias de la Lengua Española, de la Organización de Estados Americanos, Organización de Estados Iberoamericanos, de la Comunidad de Estados Latinoamericanos y del Caribe, del Grupo de Cairns, y del Grupo de los 77.
El primer agente diplomático de Costa Rica en Perú fue el Encargado de Negocios Gregorio G. Escalante y Nava, quien el 25 de abril de 1852 suscribió con el Canciller de Perú José Joaquín de Osma el primer convenio bilateral peruano-costarricense. El primer agente diplomático de Perú en Costa Rica fue el ministro Plenipotenciario Pedro Gálvez, reconocido el 22 de enero de 1857.
En materia económica, Costa Rica y Perú tienen un tratado de libre comercio suscrito el 26 de mayo de 2011; y entró en vigencia el 1 de junio de 2013.

## Relaciones diplomáticas
- Costa Rica tiene una embajada en Lima.[3]
- Perú tiene una embajada en San José.[4]

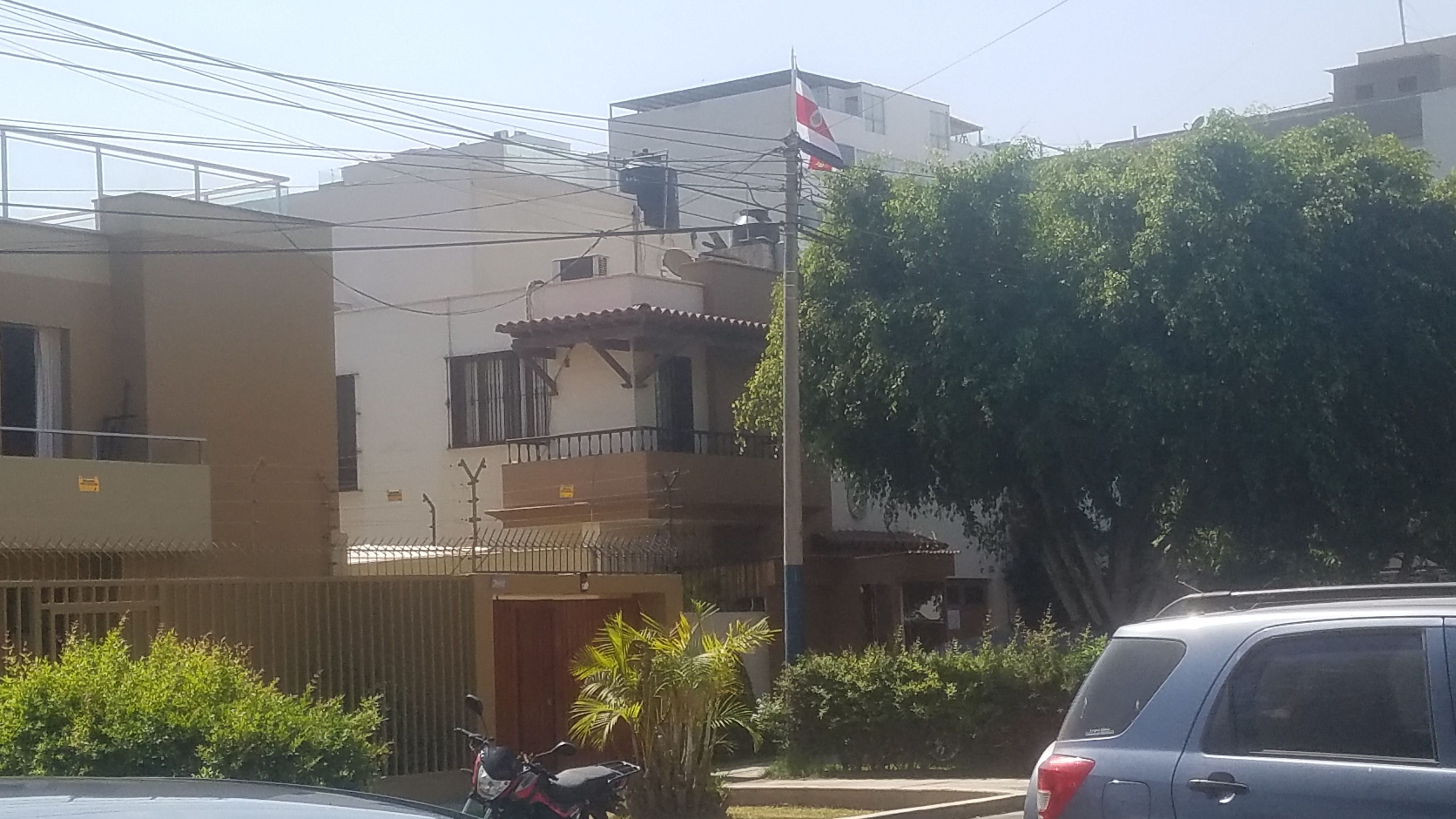
Embajada de Costa Rica en Lima